# ノディ・ホルダー
ネヴィル・ジョン・「ノディ」・ホルダー（Neville John "Noddy" Holder MBE、1946年6月15日 - ）、通称ノディ・ホルダーは、イギリスのミュージシャン、俳優である。1970年代よりロックバンド、スレイドではリード・ボーカリストとリズムギタリストとして活動を行ない、ベーシストのジム・リーと共にバンドの楽曲を手がけた。

## 来歴

### 幼年期 - 青年期
1946年6月15日にウェスト・ミッドランズのウォルソールで生まれる。イレブンプラス試験に合格し、グラマースクールに閉校までの1年間通学した。その後、T.P.ライリー・コンプレヘンシヴ・スクールに転校し、6種のOレベル試験に合格した。
13歳のときに学校の友人たちとロッキン・ファントムズ（英語: The Rockin' Phantoms）というバンドを結成し、アルバイトで得た給料でギターとアンプを購入した。学校を卒業後、ホルダーは自身のバンド、メンフィス・カットアウツ（英語: The Memphis Cutouts）を結成。1965年には、コロムビア・レコードのアーティスト、スティーヴ・ブレットが率いるバンドやマーベリックスのボーカルとギターを担当。翌年ににスティーヴ・ブレットのバンドを脱退し、リッスンというバンドのロードマネージャーを務める。

### スレイド
1965年にイン・ビトゥインーズ（The 'N Betweens）とマーベリックスがフェリーで出会い、デイヴ・ヒルとドン・パウエルはホルダーにイン・ビトゥインーズへの参加の話を持ちかけるが、ホルダーは断った。その後、ウルヴァーハンプトンで再会し、ホルダーはイン・ビトゥインーズへの参加に同意。同年にアンブローズ・スレイド（Ambrose Slade）名義でファースト・アルバム『ビギニングス』を発売したが、同作がチャートインすることはなかった。後にチャス・チャンドラーのプロデュースのもと、イメージ改革に乗り出すこととなり、バンド名を「スレイド」に改名。1971年にシングルとして発売されたボビー・マーシャンのカバー曲「Get Down Get With It」が全英シングルチャートでは最高位16位を獲得し、続いて発売されたシングル『だから君が好き』で初の第1位を獲得した。
ホルダーは、リーとともにバンドのほぼすべての曲の作詞作曲を手がけていて、中でも1973年に発表された「メリー・クリスマス・エヴリバディ」は、全英シングルチャートで首位を獲得した6作目のシングルで、2018年12月までにイギリスだけで100万枚以上の売上を記録している。
1992年にスレイドを脱退。

### その他の活動
1982年に学生時代の友人であるフィル・バーネル及びスリーフェーズと共同で、シングル『All I Wants To Do Is (Fall in Love With You)』を発売。
1983年後半、リーと共にガールスクールのプロデューサーを務め、T・レックスのカバー曲「20thセンチュリー・ボーイ」、リーとともに書いた「ハイ・アンド・ドライ」や「バーニング・イン・ザ・ヒート」などが収録されたアルバム『プレイ・ダーティー』を発売。
1988年にカナダのペプシコーラのCMのために「Tear into the Weekend」をレコーディング。1989年にヒルと共に新たに結成したバンド、ブレシングス・イン・ディスガイズ（Blessings in Disguise）でボーカルを担当。同バンドには、元ウィザードのビル・ハントや、クレイグ・フェニー、ボブ・ラムも参加していた。同年12月にエヴァリー・ブラザーズのカバー曲「クライング・イン・ザ・レイン」でデビュー。

### スレイド脱退後
スレイド脱退後、ホルダーは複数のテレビ番組に出演し、ITVで1999年から2001年にかけて放送されたコメディドラマ『The Grimleys』にクラシック音楽の教師役として出演した。同ドラマでは、「だから君が好き」、「カモン!!」、「クレイジー・ママ」、「エヴリデイ」のアコースティック・バージョンが披露された。ピカデリー1152やキー103では自身のラジオ番組を持ち、1990年代を通して全国でシンジケート放送され、2004年から2004年にかけてセンチュリーやキャピタル・ラジオでシンジケート放送された。
1999年にリサ・ウェリコとの共著で自伝『Who's Crazee Now?』を出版。2001年にはペーパーバック版が発売された。
2006年にミスティーズ・ビッグ・アドベンチャーが発表したシングル曲「Fashion Parade」のミュージック・ビデオに出演。

## 人物
1976年に衣装デザイナーのレアンドラ・ラッセルと結婚。1984年にジェシカとチャリシーという2人の娘が誕生。1984年にラッセルと離婚し、2004年にテレビプロデューサーのスーザン・プライスと再婚。
2000年にMBE勲章を授与され、2001年に英国作曲者賞とソングライター賞の金のバッジを授与された。2014年6月24日に故郷のウォールソールの名誉市民権を授与された。

## 作品

### 書籍
- Noddy Holder - Who's Crazee Now?（1999年、Ebury Press） ISBN 0-09-187503-X
- The World According To Noddy. Little（2014年、Brown Book Group） ISBN 1-4721-1565-1

## 出演

### テレビドラマ
| 年        | 邦題 原題                                    | 役名                                  | 備考                             |
| --------- | -------------------------------------------- | ------------------------------------- | -------------------------------- |
| 1999-2012 | The Grimleys                                 | ネヴィル・ホルダー Mr. Neville Holder | 22エピソード                     |
| 1997      | The Grimleys                                 | ネヴィル・ホルダー Mr. Neville Holder | テレビ映画                       |
| 2000      | コロネーション・ストリート Coronation Street | スタン・ポッター Stan Potter          | 1エピソード                      |
| 2004      | Max and Paddy's Road to Nowhere              | ミック・バスティン Mick Bustin        | 1エピソード                      |
| 2016      | The Life of Rock with Brian Pern             | ノディ・ホルダー Noddy Holder         | エピソード「The Thotch Reunion」 |